# IMac
iMac er en serie Macintosh-skrivebordscomputere designet og produceret af Apple Inc. Den har været en af de primære dele af Apples skrivebordscomputertilbud siden dens lancering i 1998. iMac har gennem tiden skiftet udseende og form. Den første udgave, iMac G3, var ægformet med en billedrørskærm, omgivet af et farvet, og til dels også gennemsigtigt, kabinet. I starten fandtes kabinettet kun i blå/hvid farve, men senere indførtes op til 13 andre farver. Den første store opdatering kom med iMac G4, hvor den halvkugleformede fod indeholdt computerens vigtigste dele, hvorpå en bevægelig LCD-skærm var fastgjort. I de nyere versioner af iMac, iMac G5 og Intel iMac, er computerens vigtigste dele placeret bag skærmen. Dette giver en slank skærm, der kan vippes op og ned på en metalfod. Den nuværende iMac har samme form som de tidligere modeller, men er tyndere, og består af et anodiseret aluminiumskabinet med skærm med sorte kanter.

## Historie
Annonceringen af iMac i 1998 skabte diskussion og forventning hos mange kommentatorer, Mac-fans og kritikere. Synspunkterne over Apples store ændringer i Macintosh-hardwaren var delte. På det tidspunkt prøvede Apple at forbedre sin detailhandelsstrategi. Apple udtalte sig, at "bagsiden af vores computere ser bedre ud end forsiden af enhver andens".
Apple erklærede, at i'et i iMac stod for "internet", men det repræsenterede også produktets fokus på at være en personlig enhed – i'et stod for "individuel". Opmærksomheden blev rettet mod, at man kun behøvede to trin for at oprette forbindelse til internettet. "Der findes ikke noget trin 3!" lød det i en iMac-reklame fortalt af skuespilleren Jeff Goldblum. I en anden reklame konkurrerede den 7-årige Johann Thomas, der ejede en iMac, med Stanford University-studerende Adam Taggart, der ejede en HP Pavilion 8250, om, hvem der hurtigst kunne opsætte sin computer. For Johann tog det 8 minutter og 15 sekunder, mens Adam Taggart stadig var i gang i slutningen af reklamen. Senere gav Apple mange andre produkter, i-præfikset, heriblandt iPod, iBook, iPhone, iPad og nogle programmer, såsom iWork og iLife.
Den 3. marts 2009 opdaterede Apple sine iMac-tilbud, heriblandt nye Nvidia-chipset, den nye Mini-DisplayPort, og det nye trådløse tastatur uden den numeriske del, der siden er blevet standard i alle nye Apple-computere.
Den 20. oktober 2009 lancerede Apple en ny iMac-udgave med en 16:9 lysdiode-bagbelyst LCD-skærm i to størrelser: 21,5" og 27", der afløste de tidligere 16:10 20"- og 24"-modeller. Udover forøgelsen af hukommelse, og harddiskkapacitet, tilføjedes Intels nye Core i5 og Core i7 i high-end-modellen, som dermed blev den første quad core-iMac.

## Indflydelse

### USB
Den første iMac var den første Macinstosh, der indeholdt en USB-indgang. Siden da er de blevet tilføjet til alle nye Macs.
Hardwareudviklerne kunne gennem USB-porten udvikle hardware, der både var kompatibel med PC og Mac. Tidligere skulle Macintosh-brugere søge efter hardware, såsom tastatur og mus speciallavede til Macs. Disse typer hardware fandtes kun i begrænset antal, og solgtes til forholdsvis høj pris. USB-indgangene gjorde det muligt for Macintosh-brugere, at finde flere kompatible enheder, såsom scannere, lagringsenheder og mus, der ofte var billigere. Eftersom USB var meget langsommere end mange andre hardware-indgange på daværende tidspunkt – såsom SCSI – blev de uændrede iBooks og iMacs hårdt ramt, indtil passende erstatninger, såsom FireWire og USB 2.0, blev standard.
Herefter udfasede Apple sine egne indgange og diskettedrev fra sine kommende computere.

## iMac-modeller
| Generation                | iMac G3                       | iMac G4                 | iMac G5           | Intel iMac (plastik)    | Intel iMac (aluminium)        | Intel 2012 iMac                          |
| Skærm                     | 15″ (13.8″ synlig) CRT        | 15″, 17″, eller 20″ LCD | 17″ eller 20″ LCD | 17″, 20″, eller 24″ LCD | 20″, 21,5″, 24″ eller 27″ LCD | 21.5" eller 27" LED-LCD                  |
| Harddiskkapacitet         | 4GB til 60GB                  | 40GB til 160GB          | 40GB til 500GB    | 80GB til 750GB          | 500GB til 2TB                 | 1TB til 3TB eller 768GB flash hukommelse |
| Inkluderet Mac OS-version | 8.1, 8.5, 8.6, 9.0, 9.1, 10.0 | 9.2, 10.1, 10.2, 10.3   | 10.3, 10.4        | 10.4                    | 10.4, 10.5, 10.6              | 10.8                                     |
| Lanceringsdato            | 15. august 1998               | 7. januar 2002          | 31. august 2004   | 10. januar 2006         | 7. august 2007                | 30. november 2012                        |
| Produktion slut           | marts 2003                    | juli 2004               | marts 2006        | august 2007             | oktober 2012                  | (nuværende)                              |

### Redesign i 2009
I oktober 2009 lancerede Apple en ny serie genopfriskede iMacs. En 16:9 LED-bagbelyst LCD-skærm blev introduceret i 21,5" og 27", der dermed afløste 16:10 20"- og 24"-modellerne af den tidligere generation. 27"-modellens Mini DisplayPort kunne via Target Display mode virke som en skærm for andre enheder. Grafikkorttet i alle modellerne undtagen basismodellen udskiftedes til ATI. iMac'ens processor blev forbedret væsentligt. Den allerede eksisterende Core 2 Duo-teknologi bruges stadig i 21,5"-modellerne, men den nye Intel Core i5 og Core i7 bruges i 27"-modellerne, hvilket gør dem til de første quad core-iMacs. RAM-mængden blev også forøget, og på grund af de større skærme, fordoblede Apple RAM-portene fra to til fire. Den maksimale RAM-kapacitet blev derfor også fordoblet til 16GB.